# Szwedzcy posłowie do Parlamentu Europejskiego 2014–2019
Szwedzcy posłowie VIII kadencji do Parlamentu Europejskiego zostali wybrani w wyborach przeprowadzonych 25 maja 2014.

## Lista posłów
Wybrani z listy Szwedzkiej Socjaldemokratycznej Partii Robotniczej
- Aleksander Gabelic, poseł do PE od 4 kwietnia 2018
- Jytte Guteland
- Anna Hedh
- Olle Ludvigsson
- Marita Ulvskog

Wybrani z listy Partii Zielonych
- Max Andersson
- Jakop Dalunde, poseł do PE od 7 czerwca 2016
- Linnéa Engström, poseł do PE od 8 października 2014
- Bodil Valero

Wybrani z listy Umiarkowanej Partii Koalicyjnej
- Anna Maria Corazza Bildt
- Christofer Fjellner
- Gunnar Hökmark

Wybrani z listy Ludowej Partii Liberałów
- Jasenko Selimović, poseł do PE od 30 września 2015
- Cecilia Wikström

Wybrani z listy Szwedzkich Demokratów
- Peter Lundgren
- Kristina Winberg

Wybrany z listy Partii Centrum
- Fredrick Federley

Wybrana z listy Partii Lewicy
- Malin Björk

Wybrany z listy Chrześcijańskich Demokratów
- Anders Sellström, poseł do PE od 3 października 2018

Wybrana z listy Inicjatywy Feministycznej
- Soraya Post

Byli posłowie VIII kadencji do PE
- Isabella Lövin (z listy Partii Zielonych), do 2 października 2014
- Marit Paulsen (z listy Ludowej Partii Liberałów), do 29 września 2015
- Peter Eriksson (z listy Partii Zielonych), do 24 maja 2016
- Jens Nilsson (z listy Szwedzkiej Socjaldemokratycznej Partii Robotniczej), do 12 marca 2018, zgon
- Lars Adaktusson (z listy Chrześcijańskich Demokratów), do 23 września 2018